# Marcus Claudius Tacite
Pour les articles homonymes, voir Tacite (homonymie).
Marcus Claudius Tacitus (v. 200 - 276) est empereur romain de 275 à 276.

## Biographie

### Ses origines
Tacite est né vers 200, d’une famille sénatoriale originaire de Terni, en Ombrie. Il disait descendre de l’historien Tacite. Par sa mère, il est le demi-frère de son successeur Florien.
De sa carrière nous savons seulement qu'il est consul en 273, et qu’il est un sénateur fort riche.

### Son accession au pouvoir
L’assassinat subit d’Aurélien laisse l’armée dans l’expectative. Aurelius Victor fait un parallèle avec l'interrègne légendaire qui suivit la mort de Romulus et déclare qu'un intervalle de six mois s'établit avant qu'on trouve un successeur, évocation mythique de la Rome de la période royale mais durée peu vraisemblable.
Les généraux les plus en vue comme Probus sont en mission, la charge d’empereur est une lourde et dangereuse responsabilité, comme le montre le sort tragique des précédents empereurs. Pendant deux mois, l'état-major de l'armée ne trouve aucun candidat, et finit par demander au sénat romain la désignation d’un empereur, comme les sénateurs l'ont déjà fait en 98 avec Nerva. Le Sénat offre donc le titre impérial à son président, le princeps senatus, Tacite en septembre 275.

### Son règne
Tacite fait voter par le Sénat la divinisation de son prédécesseur Aurélien, et selon la coutume, accorde un donativum à l’armée. Pour renflouer les caisses de l’État, il y transfère toute sa fortune personnelle, de 280 millions de sesterces selon certaines sources.
Tacite rétablit aussi certaines attributions, dont Gallien (empereur de 260 à 268) avait privé les sénateurs : ainsi, ces derniers retrouvent-ils le droit de gouverner en qualité de proconsuls une province impériale et donc, de commander les troupes qui y résident — ce retour en arrière, rapporté par Aurelius Victor, est toutefois contesté par l’historien Paul Petit.
Fin 275 ou début 276, Tacite promeut Probus commandant de l’armée d’Orient (dux orientis), pour assurer la protection de la Syrie et de l’Égypte. Malgré son grand âge, Tacite se met en route pour l’Asie Mineure, attaquée par les Goths de la mer Noire, qui ont atteint la Cilicie. Il nomme Florien préfet du prétoire — un de ses parents, voire son frère —, avec le commandement de contingents occidentaux. Les Goths sont vaincus, mais au retour, Tacite décède à Tyane en Cappadoce, en juin 276.

### Sa fin

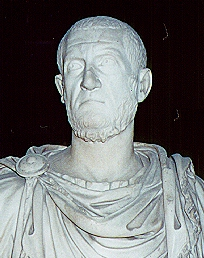
Buste de Tacite.

Les historiens antiques divergent sur les causes du décès de Tacite :
- Eutrope et Aurelius Victor parlent d'une infection avec une fièvre ;
- Zosime relate un crime tortueux : après avoir assassiné Maximin, gouverneur de Syrie et parent de Tacite qui s’était rendu odieux dans sa fonction, les meurtriers auraient ensuite tué l’empereur pour éviter sa vengeance.

Quoi qu'il en soit, l'âge avancé de Tacite ne le promettait pas à un long règne. Florien tente de lui succéder, mais les troupes d'Orient qui ont élu Probus l'assassinent. Probus, avec le soutien du préfet du prétoire Ateius Capiton, est donc proclamé empereur romain.

## Noms successifs
- Vers 200, naît Marcus Aurelius Claudius
- Septembre 275, accède à l'Empire : Imperator Caesar Marcus Claudius Tacitus Pius Felix Augustus
- 276, titulature à sa mort : Imperator Caesar Marcus Claudius Tacitus Pius Felix Augustus, Pontifex Maximus, Tribuniciae Potestatis II, Imperator I, Consul II

### Sources antiques
- (la + fr) Auteur inconnu (trad. du latin par André Chastagnol, préf. André Chastagnol), Histoire Auguste, Paris, Robert Laffont, coll. « Bouquins », 1994, CLXXXII + 1244 (ISBN 2-221-05734-1)
- (la) Aurelius Victor, « Césars, 36 », sur forumromanum, sur Wikisource.
- Eutrope, « Abrégé de l'Histoire romaine, IX, 16 », sur agoraclass.
- Zosime, « Histoire nouvelle, I », sur remacle.org.

### Ouvrages modernes
- Michel Christol, Pierre Cosme, Frédéric Hurlet et Jean-Michel Roddaz, Histoire romaine : D'Auguste à Constantin, t. II, Fayard, 2021, 1054 p. (ISBN 978-2-213-71208-6).
- Paul Petit, Histoire générale de l’Empire romain, Seuil, 1974, 800 p. (ISBN 2-02-002677-5).
- François Zosso et Christian Zingg, Les Empereurs romains : 27 av. J.-C. - 476 apr. J.-C., Paris, édition Errance, 1995, 256 p. (ISBN 2-87772-226-0)

- Notices d'autorité :   - VIAF
  - ISNI
  - BnF (données)
  - IdRef
  - GND
  - Pays-Bas
  - NUKAT
.